# Wygnańczyce (przystanek kolejowy)
Wygnańczyce – otwarty w 1913 roku, zamknięty w 1990 roku przystanek osobowy a dawniej stacja kolejowa w Wygnańczycach na linii kolejowej nr 387 Wschowa – Lipinka Głogowska, w powiecie wschowskim, w województwie lubuskim, w Polsce.